# Egg an der Günz
Egg an der Günz è un comune tedesco di 1 144 abitanti, situato nel land della Baviera.